# Zamach nad Lockerbie

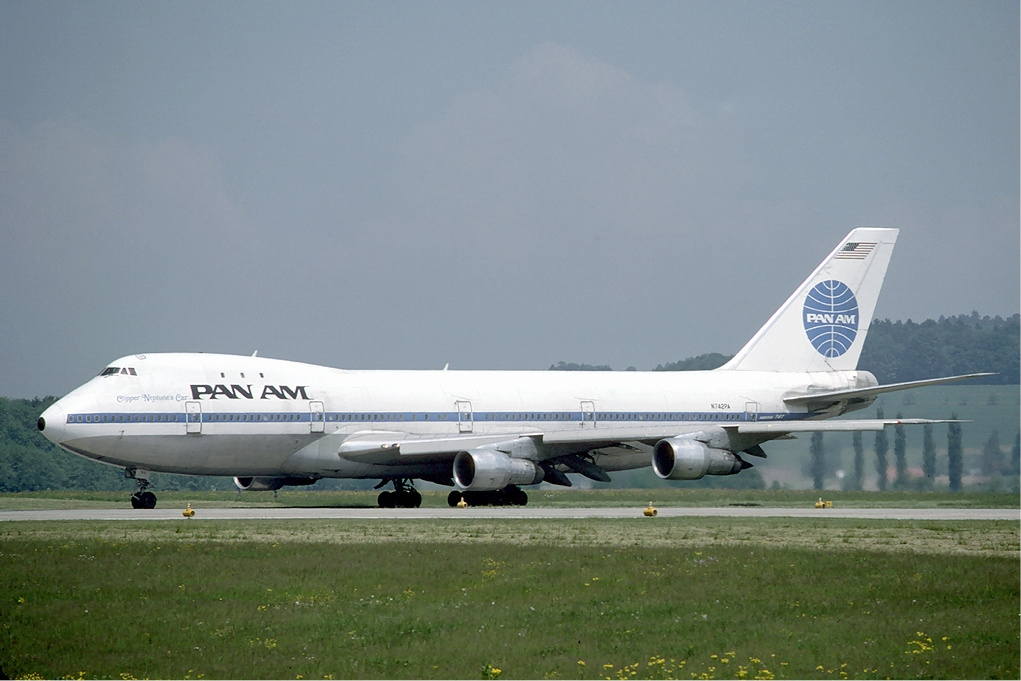
Pan Am Boeing 747 Clipper Neptune’s Car (numer rejestracyjny N742PA, podobny do Clipper Maid of the Seas) na lotnisku w Zurychu. Eksplozja nastąpiła prawie dokładnie pod literą ‘P’ w nazwie linii umieszczonej na boku kadłuba.

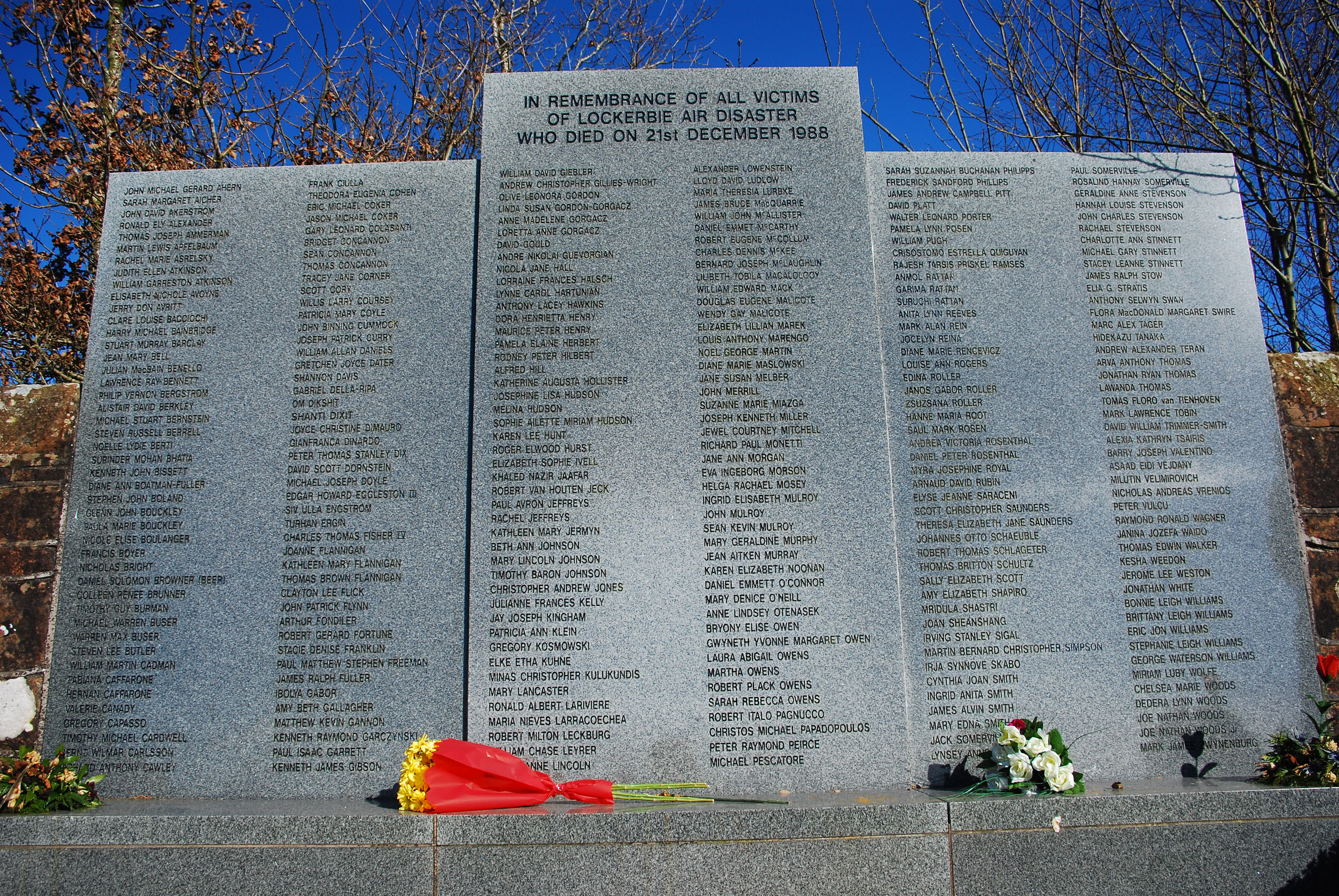
Pomnik pamięci ofiar zamachu

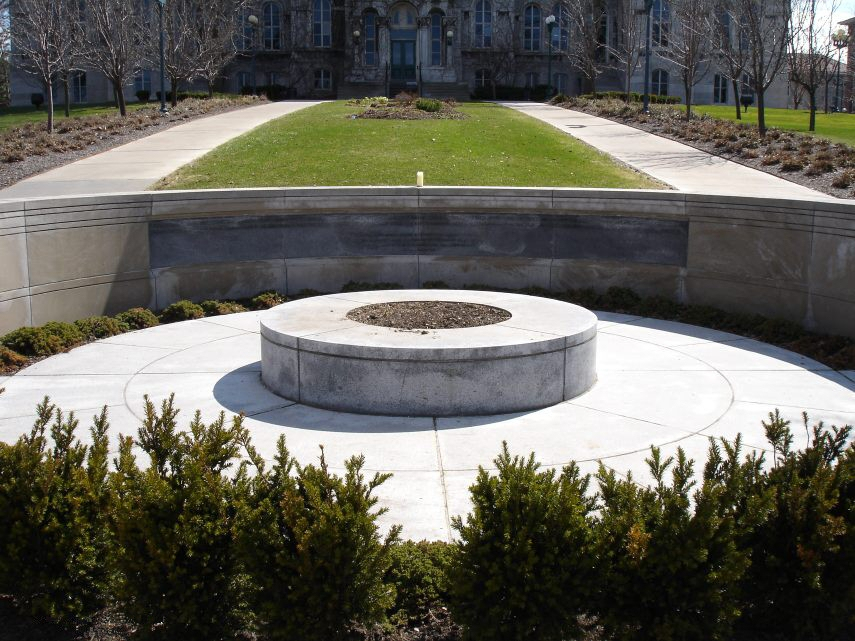
Memorial na University Syracuse, upamiętniający studentów – uczestników lotu

Zamach nad Lockerbie – przeprowadzony 21 grudnia 1988 roku zamach terrorystyczny na samolot pasażerski linii Pan American World Airways nad Lockerbie w Szkocji. W wyniku podłożenia na pokładzie bomby eksplodował amerykański samolot Boeing 747 (lot 103) lecący z Londynu do Nowego Jorku z 259 pasażerami na pokładzie. Wszyscy zginęli, a spadające szczątki samolotu zabiły także 11 mieszkańców miasta. Był to, obok katastrofy lotu Air India 182, największy zamach terrorystyczny w historii przed atakiem z 11 września na World Trade Center i Pentagon w Stanach Zjednoczonych. Ofiary zamachu pochodziły z 21 krajów.

## Przebieg wydarzeń

### Przygotowania
Przebieg wydarzeń, przyjęty przez szkocką prokuraturę: 19 grudnia 1988, Abdel Basset Ali Mohamed al-Megrahi i Al Amina Khalif Fhimah wspólnie przygotowali bombę w radiomagnetofonie Toshiba RT-SF16 (we wczesnych raportach podawano, że chodzi o Toshiba RT-8016, gdyż wówczas o zamach podejrzewano grupę Ludowego Frontu Wyzwolenia Palestyny stacjonującą w Niemczech). Usunięto niektóre części, a na ich miejsce wstawiono szwajcarski chronometr MST-13 oraz semtex, zamieniając radio w bombę zegarową. Walizka z bombą została opatrzona skradzioną naklejką JFK Rush, oznaczającą, że jest to zagubiony bagaż, który jak najszybciej musi znaleźć się na lotnisku Johna F. Kennedy’ego w Nowym Jorku.
Następnego dnia walizka została nadana na lotnisku Luqa w La Valletcie. Poleciała lotem KM 180 do Frankfurtu nad Menem nie wzbudzając niczyich podejrzeń. Według dokumentów lotniska we Frankfurcie maltański bagaż został przyjęty w stacji kontrolnej 206 o godzinie 13:07. Następnie został skierowany do wyjścia 44 terminalu B. Tam trafił na pokład Boeinga 747 linii Pan Am mającego wkrótce wyruszyć w lot PA103A do Londynu, który jest łącznikiem do właściwego lotu PA103. Na lotnisku Heathrow, gdzie pasażerowie lecący z Frankfurtu przesiedli się na pokład Boeinga 747 oraz gdzie wsiedli nowi pasażerowie, walizka także nie wywołała podejrzeń. Została załadowana do kontenera AVE 4041.

#### Kontrowersje
Wersja przyjęta przez szkocką prokuraturę wywołuje niekiedy kontrowersje. Pomimo że przebieg wydarzeń przez nią przyjęty jest spójny i logiczny, to można uznać za wątpliwe, aby terroryści nadali bagaż na Malcie, dalej licząc na szczęście. Na pokładzie kilka miejsc pozostało pustych, co wykorzystało wielu twórców teorii spiskowych, twierdząc, że ważne osoby były wcześniej ostrzeżone o katastrofie. Na pokład nie wsiedli m.in. Pik Botha – Minister Spraw Zagranicznych RPA, Steve Green – funkcjonariusz DEA oraz John McCarty – ambasador USA na Cyprze. Potwierdzono jednak, że na kilka dni przed zamachem ambasady Stanów Zjednoczonych w Moskwie i Helsinkach otrzymały telefony z informacją, iż samolot z Frankfurtu do Nowego Jorku może być obiektem ataku.

### Katastrofa
Boeing 747 Clipper Maid of the Seas (numer lotu 103) numer N739PA nie był nowy, jednak w całości sprawny, gdyż we wrześniu 1986 został wyremontowany. Kapitanem był Jim MacQuarrie, doświadczony pilot z 11 tysiącami wylatanych godzin, z czego 4 tysiące w boeingach 747-121 O godzinie 18.25 samolot spóźniony o 25 minut wystartował z lotniska. O godzinie 19 samolot znajdujący się na wysokości 9400 m otrzymał od kontroli ruchu lotniczego (Shanwick Oceanic Control Center) zezwolenie na wyjście nad Ocean Atlantycki. W pewnym momencie połączenie zostało przerwane – kontrolerzy ruchu obserwowali jak echo radarowe Boeinga rozpada się na kilka części, a piloci lecący niedaleko po chwili informowali o zauważeniu eksplozji na niebie. Według odczytów z czarnej skrzynki wybuch bomby umiejscowionej w lewej części kadłuba nastąpił o godzinie 19.02. O godzinie 19.05 szczątki samolotu spadły na Lockerbie. Prawdopodobnie zamachowcy w swoich planach nie uwzględnili opóźnienia myśląc, że bomba eksploduje nad oceanem, co prawie uniemożliwiłoby stwierdzenie przyczyn katastrofy. Część kadłuba połączona ze skrzydłem, uderzyła w ulicę Sherwood Crescent, wybijając krater o 47 metrach szerokości, 60 metrach długości i głęboki na 15 metrów. To właśnie na tej ulicy zginęły wszystkie ofiary z Lockerbie. Ciał 8 ofiar (w tym 7 mieszkańców Lockerbie) nigdy nie odnaleziono. Co najmniej 148 osób mogło ponieść śmierć nie w wyniku wybuchu bomby, lecz upadku z 10 000 metrów.

## Skutki zamachu
Odpowiedzialnością za zamach obciążono dwóch agentów libijskiego wywiadu – Abdelbaseta Ali Mohmeda Al Megrahiego (zmarł 20 maja 2012 w stolicy Libii, Trypolisie) i Al Amina Khalifa Fhimaha, którzy mieli go dokonać w odwecie za zbombardowanie przez Amerykanów Trypolisu i Bengazi 14 kwietnia 1986, podczas którego o mało nie zginął Muammar al-Kadafi. Odmowa wydania oskarżonych szkockiemu wymiarowi sprawiedliwości spowodowała nałożenie przez ONZ sankcji na Libię w 1992. Ostatecznie w kwietniu 1999 Muammar al-Kadafi wydał zgodę na ekstradycję zamachowców i w wyniku rozprawy przed sądem w holenderskiej bazie wojskowej USA Camp Zeist 31 stycznia 2001 Al Megrahi został skazany na dożywocie (wyszedł z więzienia w sierpniu 2009 r. po ośmiu i pół roku odbywania kary), natomiast Fhimaha uniewinniono z powodu braku dowodów. 16 sierpnia 2003 rząd libijski podpisał ugodę i wziął na siebie odpowiedzialność za zamach nad Lockerbie oraz zobowiązał się wypłacić rodzinie każdej z ofiar po 10 milionów dolarów, w efekcie czego sankcje ONZ zostały zniesione. Nieoficjalnie podejrzewa się działanie irańskich służb wywiadowczych, w związku z omyłkowym zestrzeleniem samolotu lotu Iran Air 655, które miało miejsce 3 lipca 1988 roku.
Pośrednio skutkiem zamachu był również upadek w 1991 linii Pan American World Airways, na które Federalny Zarząd Lotnictwa USA nałożył karę w wysokości 630 000 dolarów za luki w systemie bezpieczeństwa na lotnisku we Frankfurcie. Efektem tego było 270 spraw sądowych, które przewoźnikowi wytoczyły rodziny ofiar katastrofy, co doprowadziło firmę do bankructwa.
Wśród ofiar katastrofy nad Lockerbie znalazło się m.in. 35 studentów Uniwersytetu Syracuse (USA). Upamiętnieniem ofiar, w tym również amerykańskich studentów, zajęła się głównie miejscowa szkoła średnia – Akademia Lockerby, co zaowocowało wzajemną bliską współpracą obu szkół. Akademię Lockerby terroryzm dotknął bezpośrednio również 17 lat później. 28-letnia absolwentka tej szkoły – Helen Jones stała się ofiarą innego aktu terroru – wybuchu bomby w londyńskim metrze pomiędzy stacjami King’s Cross i Russell Square podczas zamachów bombowych w Londynie 7 lipca 2005.

## Teorie spiskowe
Według Juwala Awiwa, wieloletniego agenta Mosadu, uczestniczącego m.in. w operacji likwidacji palestyńskich zamachowców z organizacji Czarny Wrzesień i założyciela firmy Interfor Inc., zamachu na samolot nie dokonały wcale libijskie, lecz irańskie służby specjalne, co więcej – za wiedzą i cichym przyzwoleniem CIA. Wyniki śledztwa prowadzonego przez jego firmę sugerują, że na Malcie nie nadano do Frankfurtu żadnej rzekomo zaginionej walizki. Wskazuje na to raport oddziałów FBI i MI6 prowadzących po katastrofie dochodzenie we Frankfurcie. Awiw twierdzi, że zamach był zemstą za omyłkowe zestrzelenie przez amerykański okręt wojenny USS „Vincennes” Airbusa A300 linii Iran Air nad Zatoką Perską 3 lipca 1988 roku. Zadanie odwetowego ataku na amerykański samolot zlecono libańskiemu terroryście i handlarzowi heroiną, Ahmedowi Jibrilowi. Narkotykowe interesy z Jibrilem prowadził także jakoby libański oddział CIA, przeznaczając osiągane w ten sposób zyski na wspieranie antysandinistowskiej partyzantki Contras w Nikaragui. Cały ten proceder został wykryty przez trójkę agentów CIA wysłanych z USA w celu ustalenia miejsca przetrzymywania grupy amerykańskich i brytyjskich zakładników, pojmanych w Bejrucie przez terrorystów. Gdy postanowili oni zawiadomić o całej sprawie Kongres, CIA choć dowiedziała się o bombie na pokładzie Boeinga 747, którym agenci mieli wracać do kraju, nie podjęła żadnych prób udaremnienia zamachu. Departament Stanu wysłał jedynie ostrzeżenie dla amerykańskich dyplomatów i ich rodzin, by anulowali swoje rezerwacje na lot Pan Am 103. Jako dowody przedstawia m.in. nagranie, w którym CIA w Bejrucie zawiadamia centralę w Langley, że agenci wracają do Waszyngtonu i wykupili bilety na ten lot, oraz tekst ostrzeżenia Departamentu Stanu z lotniska w Moskwie. Teorię Awiwa potwierdzają dodatkowo zeznania zbiegłego do Niemiec byłego oficera irańskich służb specjalnych Abolghasema Mesbahiego. Według jego informacji, zajmująca się przeprowadzeniem zamachu komórka Ludowego Frontu Wyzwolenia Palestyny, działała na terenie Niemiec. Wszyscy jej członkowie nadal żyją na wolności, choć w przeszłości odsiedzieli wyroki za inne zamachy.

## Wrak samolotu
Wrak samolotu nadal znajduje się na złomowisku samochodowym Roger Windley’s w okolicach Woodhall Spa w kierunku na Tattershall.

## Obywatelstwo ofiar
| Obywatelstwo      | Pasażerowie | Załoga | Na ziemi | Łączna liczba ofiar |
| ----------------- | ----------- | ------ | -------- | ------------------- |
| Stany Zjednoczone | 178         | 11     | 0        | 189                 |
| Wielka Brytania   | 31          | 1      | 11       | 43                  |
| Niemcy Zachodnie  | 3           | 1      | 0        | 4                   |
| Węgry             | 4           | 0      | 0        | 4                   |
| Francja           | 2           | 1      | 0        | 3                   |
| Indie             | 3           | 0      | 0        | 3                   |
| Irlandia          | 3           | 0      | 0        | 3                   |
| Kanada            | 3           | 0      | 0        | 3                   |
| Szwecja           | 2           | 1      | 0        | 3                   |
| Argentyna         | 2           | 0      | 0        | 2                   |
| Włochy            | 2           | 0      | 0        | 2                   |
| Belgia            | 1           | 0      | 0        | 1                   |
| Boliwia           | 1           | 0      | 0        | 1                   |
| Szwajcaria        | 1           | 0      | 0        | 1                   |
| Filipiny          | 1           | 0      | 0        | 1                   |
| Hiszpania         | 0           | 1      | 0        | 1                   |
| Izrael            | 1           | 0      | 0        | 1                   |
| Jamajka           | 1           | 0      | 0        | 1                   |
| Japonia           | 1           | 0      | 0        | 1                   |
| Południowa Afryka | 1           | 0      | 0        | 1                   |
| Trynidad i Tobago | 1           | 0      | 0        | 1                   |
| Razem             | 243         | 16     | 11       | 270                 |